# 梭线藻属
梭线藻属（学名：Atractella）是颤藻科下的一个属。

## 下属物种
本属包括以下物种：
- 固着梭线藻 Atractella affixa Printz